# Feuilleton
Feuilleton (IPA: [ˈføːjətɔ̃], [føjəˈtɔ̃ː], anhörenⓘ, [føjəˈtɔŋ]; französisch für „Blättchen“) bezeichnet einen publizistischen Zweig, ein Ressort in der Zeitung, eine bestimmte literarische Gattung oder eine journalistische Darstellungsform.
Seit Mitte des 19. Jahrhunderts ist das Feuilleton als Kulturteil einer Zeitung eines der fünf klassischen Ressorts, neben Politik, Wirtschaft, dem Lokalteil und dem Sportteil. Es enthält nicht nur Beiträge zu Themen wie Literatur, Theater, Musik, bildende Kunst und Film, sondern auch zu aktuellen politischen Debatten („Debattenfeuilleton“).

## Das Feuilleton als Ressort

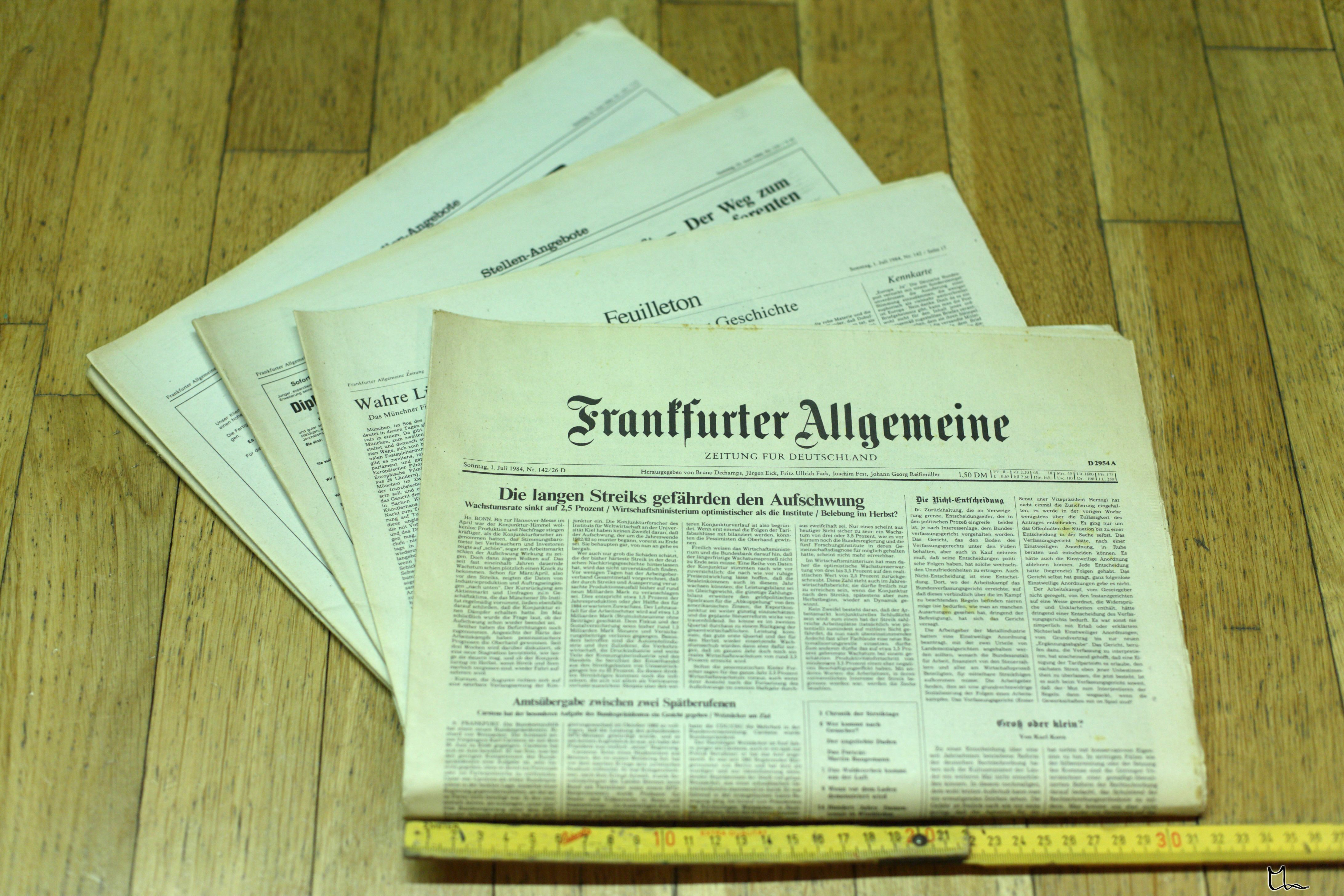
Ausgabe der FAZ aus dem Jahr 1984 mit vier Zeitungsbüchern, das zweite davon das Feuilleton

### Aufgaben
In Deutschland bezeichnet Feuilleton klassischerweise die journalistische Berichterstattung über kulturelle Ereignisse, Entwicklungen und Neuheiten. Für den Kulturteil deutscher Zeitungen hat sich der Begriff des Feuilletons insofern durchgesetzt, als es einen bestimmten Ort bezeichnet, in dem Berichte, Essays, Kommentare und kritische Besprechungen zu finden sind. Das Feuilleton als journalistische Darstellungsform schildert „in betont persönlicher Weise die Kleinigkeiten und Nebensächlichkeiten des Lebens und versucht, ihnen eine menschlich bewegende, erbauende Seite abzugewinnen“.

### Themen
Im Feuilleton werden hauptsächlich kulturelle Themen wie Kunst und Philosophie behandelt (Buch-, Film-, Ausstellungs-Rezensionen). Häufig nimmt sich das Feuilleton auch Themen wie Popkultur oder – oft im essayistischen Stil – auch Politik, Wirtschaft, Technik und Naturwissenschaften an. Politische Standpunkte ergänzen bisweilen die Tagesberichterstattung in den anderen klassischen Ressorts.

### Textarten
Im Feuilleton (Kulturteil) finden sich verschiedene journalistische Genres wieder. Dazu zählen Bericht, Essay, Glosse, Interview, Kommentar, Nachricht, Reportage, Rezension (manchmal auch Kritik genannt) und Porträt. Jede der Textarten verfolgt eine andere Absicht. Feuilletonbeiträge zeichnen sich häufig durch eine meinungsbetonte Schreibweise aus. Meist wird subjektiv beurteilt oder interpretiert, der Autor legt seine Sichtweise dar.

## Entstehung und Geschichte

### Klassisches Feuilleton

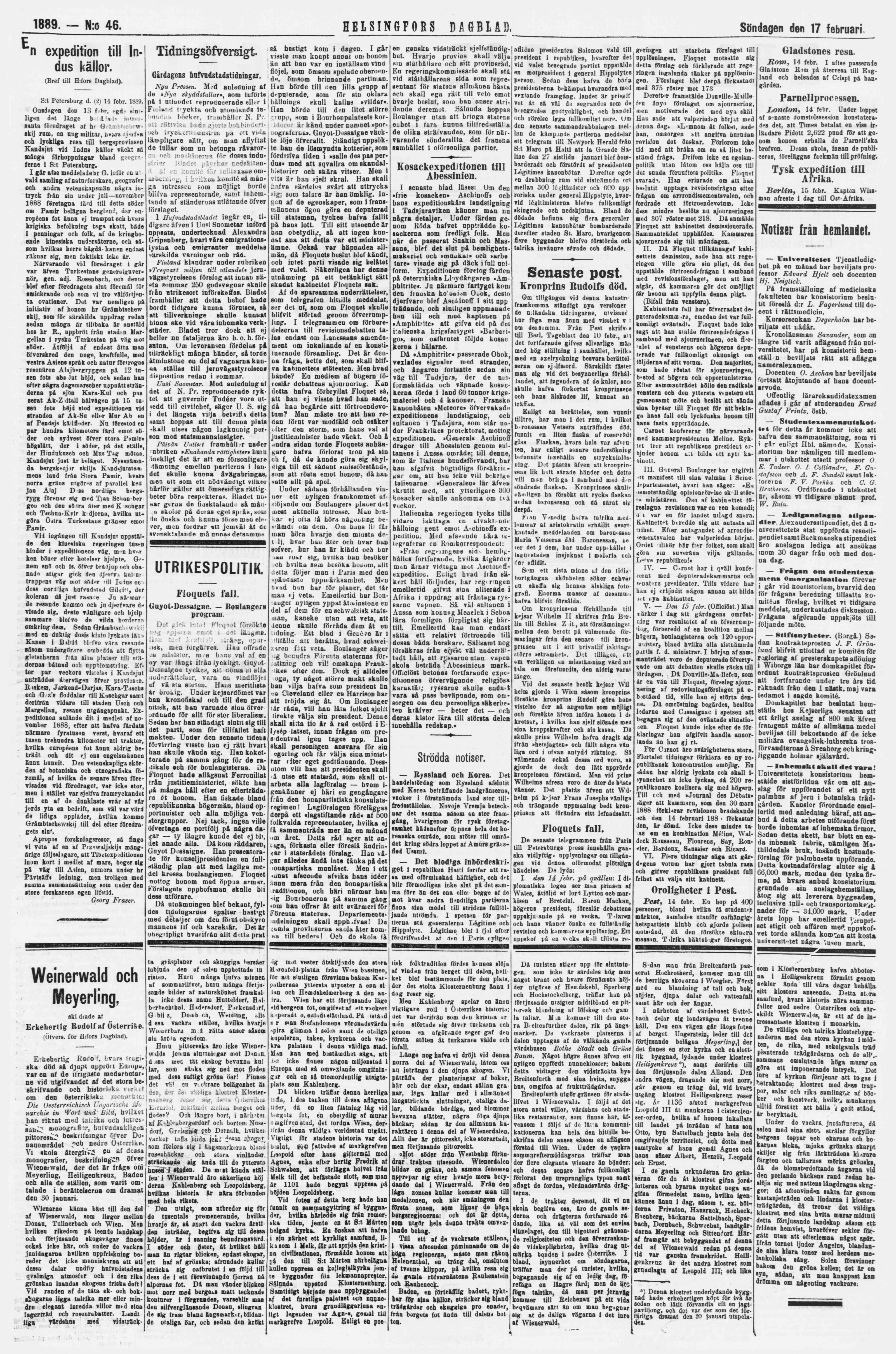
Eine Seite aus der finlandsschwedischen Zeitung Helsingfors Dagblad (27. Februar 1889), mit Feuilleton unterm Strich.

Formen des Feuilletons gab es schon lange Zeit, bevor diese Bezeichnung verwendet wurde. Schon die ersten Zeitungen enthielten kritische Buch- und Theaterbesprechungen und veröffentlichten Gedichte oder Romanauszüge. Der Begriff des Feuilletons stammt aus den Zeiten der Französischen Revolution. Man begann Ende des 18. Jahrhunderts (1789) dem Journal des Débats ein Blättchen mit Theaternachrichten und -kritiken beizulegen. Der Autor, Journalist und vor allem Kulturkritiker Julien Louis Geoffroy nannte seine Rubrik, in der er vor allem Theateraufführungen und Bücher besprach, „Feuilleton“. Diese erfreuten sich solcher Beliebtheit, dass sie ins Hauptblatt aufgenommen wurden, und zwar im unteren Seitendrittel, durch einen dicken Strich abgetrennt. Daher stammt auch die Redensart „Unterm Strich“; eine Rubrik, die heute die taz immer noch – allerdings für ironische Beiträge – führt. Durch diesen Strich fand der Leser schneller diese beliebte Rubrik und konnte sie einfacher aus der Zeitung heraustrennen und sammeln, wie es in der damaligen Zeit beliebt war. Die Rezensenten wurden damals – wenn überhaupt – sehr schlecht bezahlt, außerdem mussten sie bei den damaligen hohen Buchpreisen die Bücher wieder zurückschicken oder erhielten lediglich beim Kauf des jeweiligen Buches einen Rabatt.
Im 19. Jahrhundert übernahmen auch Zeitungen im deutschen Sprachraum diese Verlagerung ins Hauptblatt.
Einige berühmte Musiker schrieben Musikkritiken für das Feuilleton, wie zum Beispiel Richard Wagner für die Revue et gazette musicale de Paris oder Engelbert Humperdinck für die Frankfurter Zeitung. Auch berühmte und erfolgreiche Wissenschaftler schrieben Feuilletons. Zum Beispiel erläuterten Paul Ehrlich, Justus Liebig oder Alexander von Humboldt hier ihre Erkenntnisse und Forschungen.
Anfang des 20. Jahrhunderts wurden im Feuilleton vermehrt Fortsetzungsromane veröffentlicht. Diese erfreuten sich sehr großer Beliebtheit bei den Lesern und waren in zweierlei Hinsicht für den Verlag sehr nützlich. Erstens wurden die Leser an die jeweilige Zeitung gebunden und zweitens waren sie ein preisgünstiges Mittel, die Lücken im Blatt zu schließen. Zu dieser Zeit waren vor allem die Theaterkritiken äußerst beliebt, gerade in den Großstädten. Es gab einige sehr bekannte hauptberufliche Theaterkritiker wie Siegfried Jacobsohn, Alfred Kerr oder Alfred Polgar.

### Modernes Feuilleton

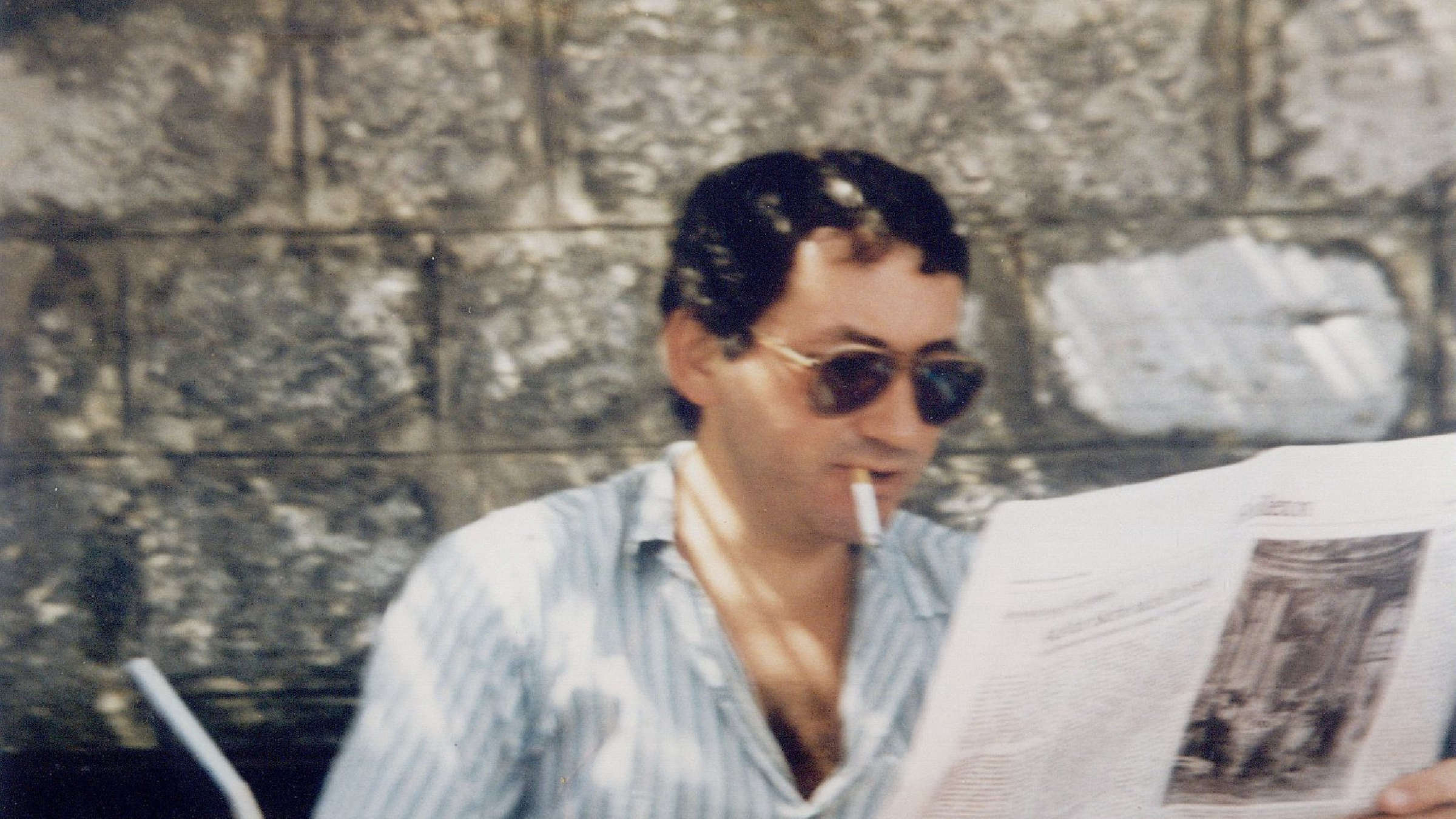
Schriftsteller Jörg Fauser 1986 beim Lesen eines Feuilletons

Als Begründer des modernen Feuilletonismus gilt neben Heinrich Heine, der im Feuilleton der Allgemeinen Zeitung schrieb, auch Ludwig Börne. Als Vorbild für das moderne Feuilleton des 20. Jahrhunderts kann in Deutschland neben dem Berliner Tageblatt das der Frankfurter Zeitung gelten, das in den 1920er Jahren viele große Namen (z. B. Joseph Roth, Walter Benjamin und Siegfried Kracauer) versammelte. In Österreich hatte das Feuilleton der Neuen Freien Presse eine stilprägende Bedeutung mit Autoren wie Theodor Herzl, Hugo von Hofmannsthal, Felix Salten, Alice Schalek, Arthur Schnitzler, Bertha von Suttner oder Stefan Zweig.
Überregionalen Zeitungen haben Feuilleton-Ressorts oder Kulturredaktionen mit festen Redakteuren. Nicht jede Zeitung besitzt eine eigene Kulturredaktion bzw. ein eigenes Feuilleton; vor allem bei den Lokalzeitungen gibt es selten eine eigenständige Kulturredaktion. Die Feuilletons der großen deutschsprachigen Zeitungen fasst täglich das Online-Kulturmagazin Perlentaucher zusammen.

## Feuilletonismus als kritischer Begriff
Oft ist das Feuilleton bzw. der Feuilletonismus ein deutlich negativ besetzter Begriff, der dem Gegenstand einen überheblichen, nebensächlichen oder verzerrenden Gestus unterstellt. Hermann Hesse etwa kritisiert in Das Glasperlenspiel seine Zeit unter dem Schlagwort „Zeitalter des Feuilletonismus“ als Phase der Beliebigkeit des Kulturschaffens.
Gerade im bürgerlichen Feuilleton der Belle Époque machten sich starke antisemitische Tendenzen breit. Zu Zeiten des Nationalsozialismus wurde das Feuilleton für die Kulturpolitik benutzt und sollte vor allem dazu dienen, die Identität der Gesellschaft zu formen und normativ auf deren Geschmack einzuwirken.

## Feuilletonistischer Stil
Der feuilletonistische Stil ist „literarisch, im Plauderton oder auch humorvoll gehalten“. Er bedient sich rhetorischer Figuren sowie Wortfiguren. Einige Beispiele hierfür sind Metapher, Parallelismus, Anapher, Epipher, Antithese, Klimax, Hyperbel, Paranomasie, Ironie.